# Pachybrachis tridens
Pachybrachis tridens (лат.) — вид жуков-скрытоглавов из семейства листоедов (Chrysomelidae). Северная Америка: Канада и США. Длина самцов 1,93 ± 0,10 мм, ширина 1,01 ± 0,04 мм. Окраска изменчивая, в основном желтоватая с широкими чёрными отметинами. Ассоциирован с разнообразными растениями Toxicodendron radicans (L.) Kuntze (Анакардиевые). Вид был впервые описан в 1847 году американским энтомологом F. E. Melsheimer.